# سوفتوير كريشنز
سوفتوير كريشنز (بالإنجليزية: Software Creations)‏، هي شركة لتطوير وإنتاج ونشر ألعاب الفيديو، أسست سنة 1987م في مدينة مانشستر البريطانية، وأعلنت حلها عام 2004م.

## وصلات خارجية
- Archived copy of Software Creations' first website
- Archived copy of Software Creations' second website
- www.acclaim.com
- Software Creations (UK) entry on MobyGames